# Wendell Urth
Wendell Urth est un personnage de fiction dans certaines nouvelles de l'écrivain Isaac Asimov. Il est le stéréotype du détective en fauteuil. Urth souffre de la phobie des transports, mais c'est un grand spécialiste des mondes extraterrestres. Les autorités font appel à lui pour résoudre des affaires faisant appel à ses connaissances particulières.

## Nouvelles dans lesquelles intervient Wendell Urth
- Chante-cloche (The Singing Bell)
- La Pierre parlante (The Talking Stone)
- Mortelle est la nuit (The Dying Night)
- La Clef (The Key)